# St. Michael (Wengen)

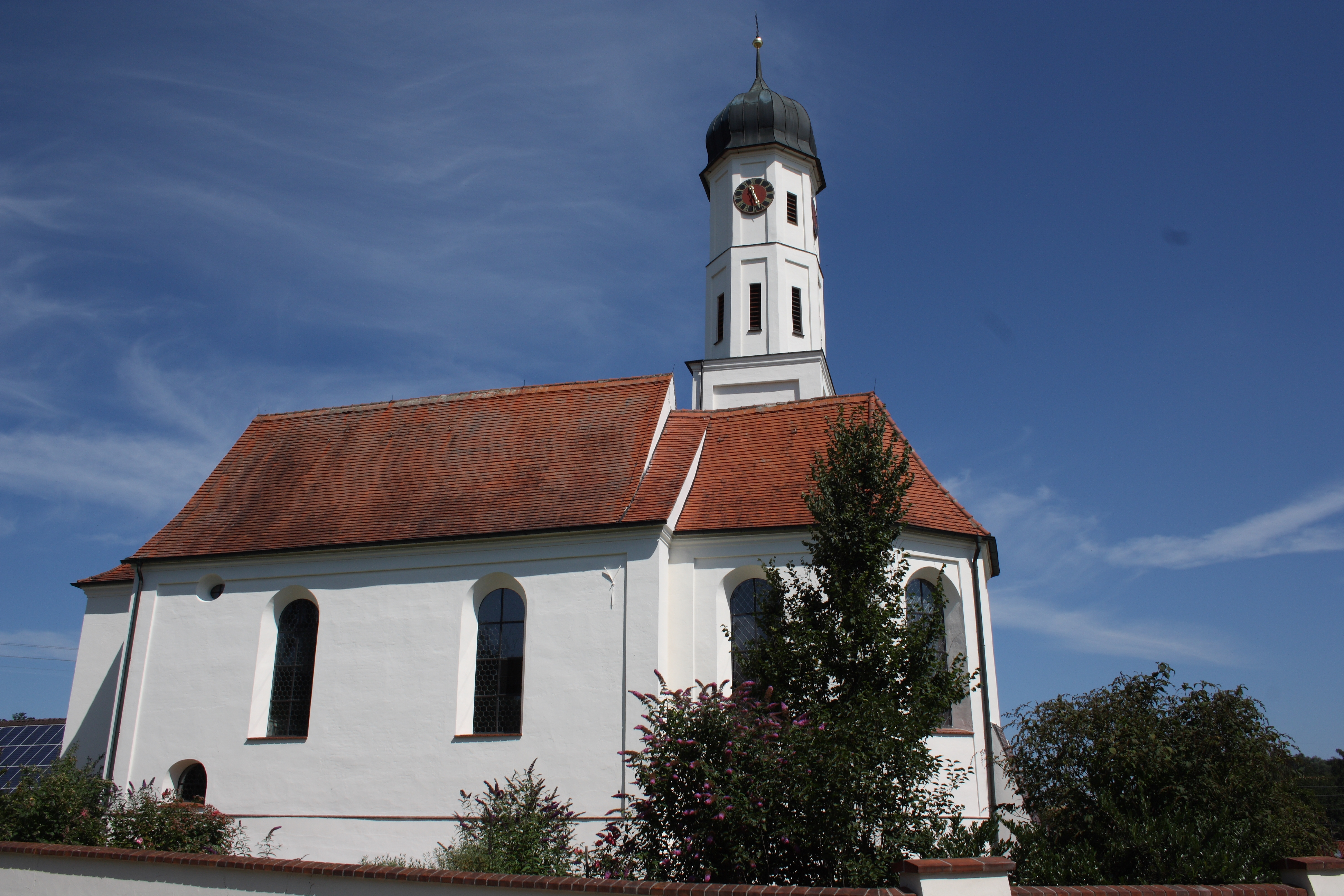
St. Michael in Wengen

Die römisch-katholische Pfarrkirche St. Michael steht in Wengen, einem Gemeindeteil von Villenbach im schwäbischen Landkreis Dillingen an der Donau in Bayern. Das denkmalgeschützte Bauwerk ist in der Liste der Baudenkmäler in Villenbach  unter der Nr. D-7-73-179-9 eingetragen. Die Pfarrei gehört zum Dekanat Dillingen des Bistums Augsburg.

## Beschreibung
Die barocke Saalkirche wurde 1631 nach einem Plan von Hans Alberthal auf dem Fundament des abgebrochenen Vorgängerbaus errichtet. Sie besteht aus einem Langhaus, einem eingezogenen, dreiseitig geschlossenen Chor im Osten, einem Chorflankenturm auf quadratischem Grundriss an der Nordwand des Chors und einem Anbau im Westen. Der Chorflankenturm wurde mit zwei achteckigen Geschossen aufgestockt und mit einer Zwiebelhaube bedeckt. Das untere Geschoss beherbergt den Glockenstuhl, das obere die Turmuhr.
Der Innenraum des Langhauses ist mit einer Flachdecke überspannt. In ihm befindet sich im Westen eine doppelte Empore. Die Fresken wurden 1777 eingefügt. Der Hochaltar wurde 1883 aufgestellt. Die um 1760 entstandenen Büsten des Antonius von Padua und des Leonhard von Limoges werden Johann Michael Fischer zugeschrieben. 2006 wurde eine Orgel aus einer abgebrochenen Kirche in Wertingen übernommen.